# 富田町 (愛知県)

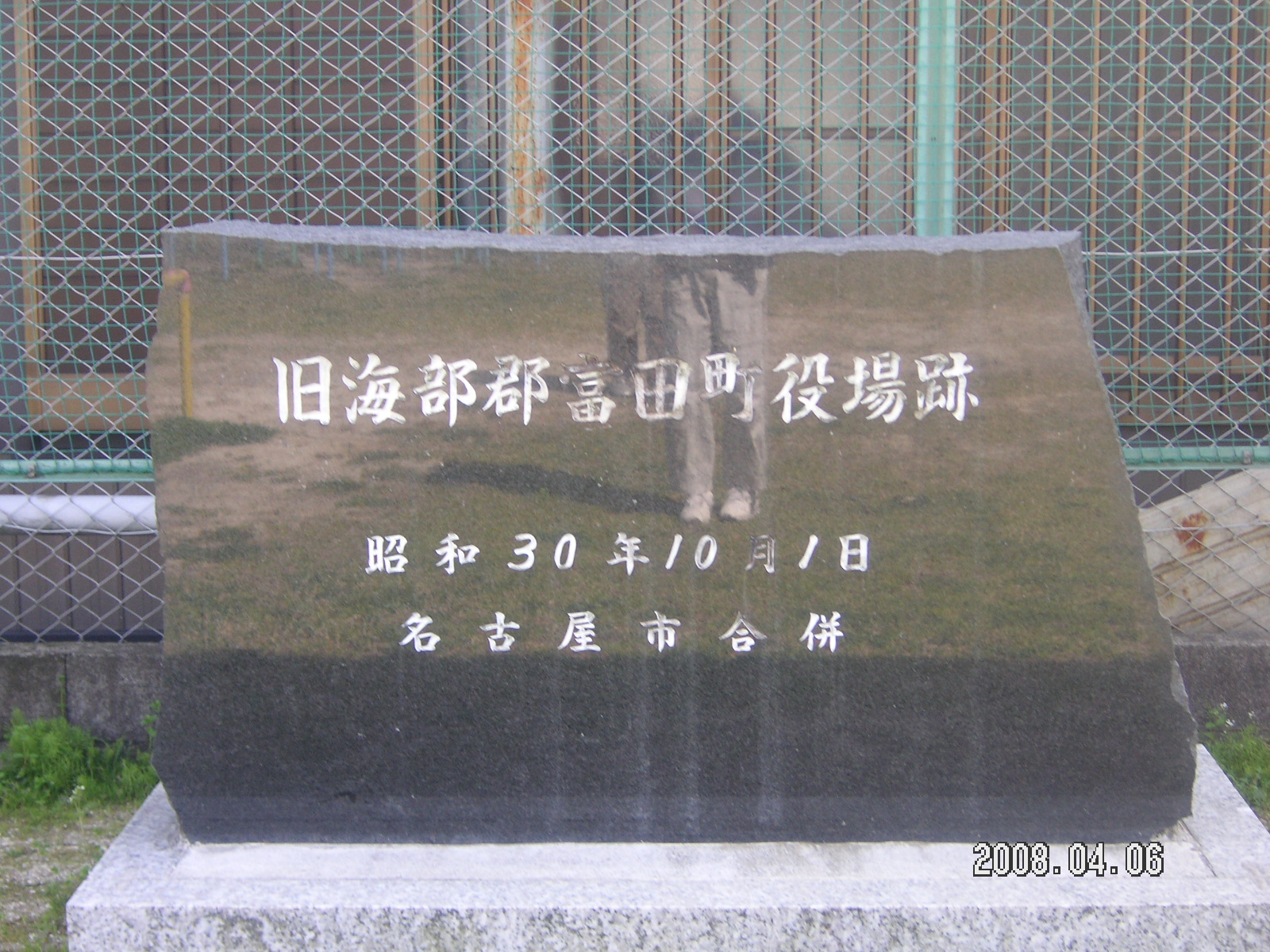
富田町役場跡

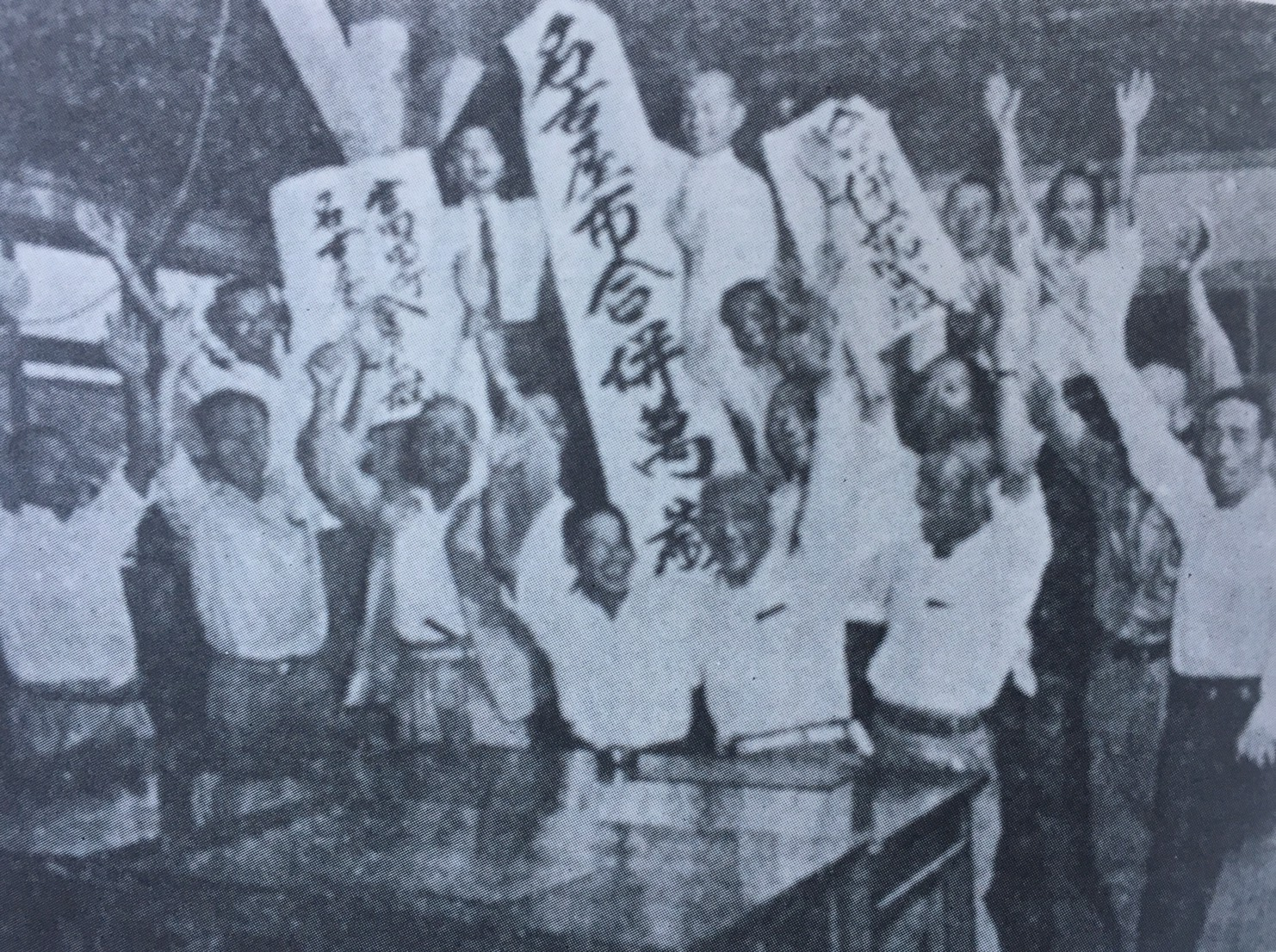
名古屋市との合併に歓喜する町民

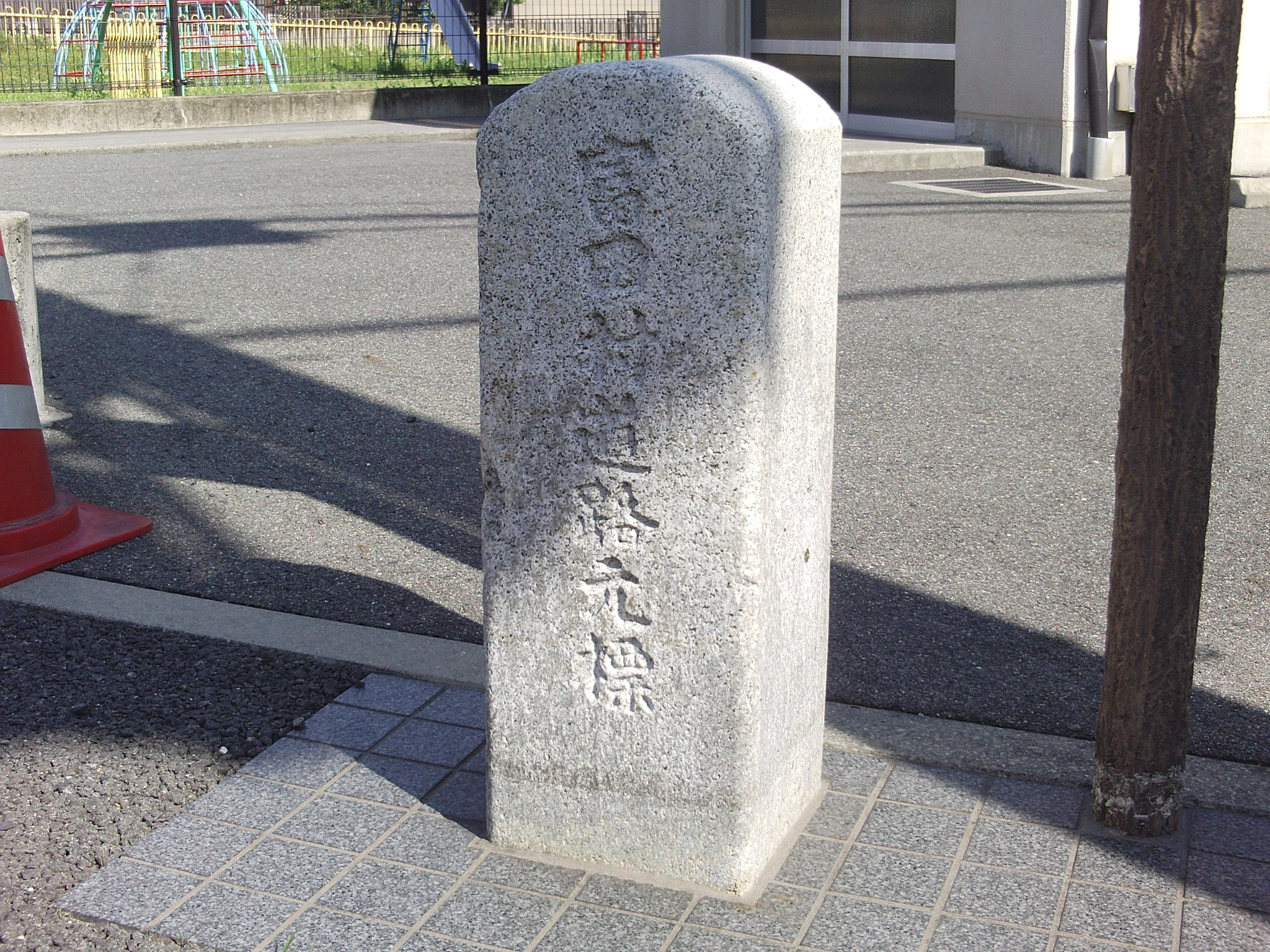
富田村道路元標

富田町（とみだちょう）は、かつて愛知県海部郡にあった町。
現在の名古屋市中川区の西部に該当し、おおよそ庄内川の西岸の地域である。現在は一部に名古屋市中川区富田町として地名が残っている。詳しくは中川区を参照。

## 沿革
- 1906年（明治39年）7月1日：海東郡万須田村、赤星村、戸田村、豊治村が合併。海東郡富田村新設。村役場は大字春田が指定地とされたが、新築が間に合わず、当初は大字戸田に仮役場が置かれた。
- 1909年（明治42年）4月1日：大字戸田横井角十郎所有地に富田高等小学校仮校舎が開校。それまで富田村児童は蟹江高等小学校に通学していたが、これによりその不便が解消された。
- 1913年（大正2年）4月1日：海東郡と海西郡の区域をもって海部郡を設置。住居表示が海東郡富田村から海部郡富田村に変わる。
- 1944年（昭和19年）2月11日：富田村が町制を施行して富田町が発足。
- 1952年（昭和27年）3月：名古屋市周辺18町村の町村長と名古屋市側代表をもって名隣会と称する親睦団体が創設。

### 名古屋市への編入問題
- 1953年（昭和28年）9月1日：町村合併促進法が公布される。
- 1954年（昭和29年）
  - 5月19日：富田町、南陽町、蟹江町の3ヶ町の町長、助役、議長等による3町合併懇談会開催。
  - 6月7日 : 町村合併について県の促進審議会で決定した合併試案（富田町・南陽町・蟹江町の3町合併）が通達される。
  - 8月24日 : 合併委員会と自治功労者との懇親会が開かれ、富田、南陽、蟹江の三町での合併を否定し、名古屋市への合併を進める旨の合意がされる。
  - 9月16日 : 愛知県の県会調査委員会は、名古屋市過大化防止を決議。県の試案であった富田町と蟹江南陽両町との合併を再度勧められる。
  - 11月1日 : 富田町議会で名古屋市合併賛成が議決される。
- 1955年（昭和30年）
  - 4月5日 : 県議会で富田町の名古屋市合併が否決。富田町は内閣総理大臣に審査請求を行なった。
  - 8月15日 : 緊急合併促進委員会を招集。隣村大治村の合併反対議員代表が上京し、反対議員署名捺印の陳情書を自治庁その他に提出、富田町等の合併を妨害したとの情報につき対策を協議した。
  - 9月10日 : 内閣総理大臣によって処分発表が行われる。ラジオにより富田町の名古屋市編入決定が伝えられる。
  - 10月1日：
    - 南陽町、山田村、楠村と共に名古屋市に編入合併され消滅。
    - 中川区役所富田支所が設置される。

  - 1956年（昭和31年）4月1日：富田地区に市バス路線が新設される（戸田小学校 - 栄間及び新家 - 名駅間。いずれも現存しない）。
  - 1974年（昭和49年）4月1日：富田支所、新庁舎が開庁される。

## 廃止時の大字
- 江松（えまつ）
- 包里（かのさと）
- 供米田（くまいでん）: 熱田大神に供する米を収穫する地域であることからこの名が付いたという説がある
- 助光（すけみつ）
- 千音寺（せんのんじ）: 地内にある行雲寺の別名「千手観音寺」の略称であろうとしている
- 長須賀（ながすか）
- 戸田（とだ）: 桑添等を植えるために民家に賜った田を戸田ということから、桑園が多かった一帯を戸田と名付けたという説がある
- 富永（とみなが）
- 新家（にいえ）
- 服部（はっとり）
- 春田（はるた）:「はるだ」即ち、治田、墾田の意であるという説がある
- 伏屋（ふしや）: 当地が伏屋（布勢）氏の所有田であったという説や、旅人のための宿である布施屋を建てたことによる説、傾斜地を意味する「ふせ」が変化した説などがある
- 前田（まえだ）
- 松下（まつした）
- 万場（まんば）
- 榎津（よのきづ）: かつて存在した「江奈津」と称する港に由来する

## 出身有名人
- 横井庄一

## 廃止時点の交通機関

### 鉄道・バス
- 近畿日本鉄道
  - 名古屋線: 戸田駅 - 伏屋駅

※国鉄関西本線も通るが、駅はなかった。

### 道路
- 一級国道1号

※現在当地を南北を貫く国道302号（名古屋環状2号線）は、いまだ開通していなかった。